# 明和町 (三重県)
明和町（めいわちょう）は、三重県中南勢地域に位置する町。多気郡に属する。

## 概要
伊勢街道沿いにあり、古代には天皇の名代として伊勢神宮に奉仕した斎王の住んだ斎宮（斎宮寮）があった。
群馬県にも同表記の明和町（めいわまち）が存在し、両町で友好交流提携・災害相互応援協定を締結している。両町は町名だけでなく、町章に三日月を象ったデザインを採用していると言う共通点も存在する。

## 地理
- 松阪市と伊勢市の間に位置し、伊勢湾に面している。郵便番号は松阪市と同じ515から始まり、市外局番は伊勢市などと同じ0596である。
- 多気郡に属し基本的に松阪市との結びつきが強い。また、ゴミの処理や火葬場等は伊勢市・度会郡と一部事務組合を形成している。
- 町域はおおむね平坦で、土地は肥沃である。町内約2,200haの農地のうち、約550haが国営宮川用水から受水している。

### 自然
- 河川：祓川、笹笛川、大堀川

### 隣接する自治体
- 伊勢市
- 松阪市
- 多気郡多気町
- 度会郡玉城町

## 歴史

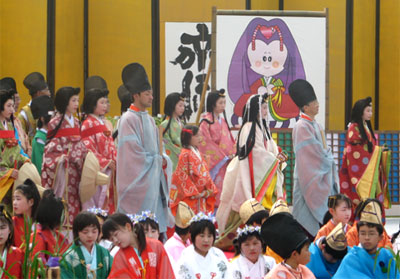
2007年の斎王まつりの様子

飛鳥時代から平安時代にかけて、649年（大化5年）までは伊勢神宮を管理する神だちが、以降1330年ころまで斎宮が設置され、周辺の大半は神宮領となる。江戸時代には藤堂藩、鳥羽藩、紀州徳川藩、神宮領が混在していた。

### 町名の由来
斎明村から「明」を、三和町から「和」をとって「明和」と名付けられた。いわゆる合成地名である。尚、斎明村も斎宮村の「斎」と明星村の「明」からとった合成地名であった。

### 沿革
- 1958年（昭和33年）9月3日 - 多気郡三和町・斎明村が合併して神郷町（しんごうちょう）が発足。即日改称して明和町となる。
- 1979年（昭和54年）3月 - 斎宮跡が国の史跡に指定される。
- 1988年（昭和63年）6月 - 町民憲章を制定する。
- 1989年（平成元年）10月 - 斎宮歴史博物館が開館する。
- 1999年（平成11年）10月 - いつきのみや歴史体験館が開館する。
- 2001年（平成13年）11月1日 - 大字上野・明星・平尾の各一部を伊勢市に編入。伊勢市の一部（柏町の一部）を編入。
- 2004年（平成16年） - 多気郡多気町・勢和村・度会郡度会町・玉城町との合併協議会が解散。
- 2015年（平成27年）4月 - 「祈る皇女斎王のみやこ 斎宮」が日本遺産に認定される[2]。

## 人口
| |                                        |  |
| 明和町と全国の年齢別人口分布（2005年） | 明和町の年齢・男女別人口分布（2005年） |  |
| ■紫色 ― 明和町 ■緑色 ― 日本全国 | ■青色 ― 男性 ■赤色 ― 女性              |  |
| 明和町（に相当する地域）の人口の推移 \| 1970年（昭和45年） \| 17,223人 \| \| \| 1975年（昭和50年） \| 18,296人 \| \| \| 1980年（昭和55年） \| 19,504人 \| \| \| 1985年（昭和60年） \| 20,724人 \| \| \| 1990年（平成2年） \| 21,484人 \| \| \| 1995年（平成7年） \| 21,853人 \| \| \| 2000年（平成12年） \| 22,300人 \| \| \| 2005年（平成17年） \| 22,618人 \| \| \| 2010年（平成22年） \| 22,833人 \| \| \| 2015年（平成27年） \| 22,586人 \| \| \| 2020年（令和2年） \| 22,445人 \| \| |                                        |  |
| 総務省統計局 国勢調査より |                                        |  |
| 1970年（昭和45年） | 17,223人                               |  |
| 1975年（昭和50年） | 18,296人                               |  |
| 1980年（昭和55年） | 19,504人                               |  |
| 1985年（昭和60年） | 20,724人                               |  |
| 1990年（平成2年） | 21,484人                               |  |
| 1995年（平成7年） | 21,853人                               |  |
| 2000年（平成12年） | 22,300人                               |  |
| 2005年（平成17年） | 22,618人                               |  |
| 2010年（平成22年） | 22,833人                               |  |
| 2015年（平成27年） | 22,586人                               |  |
| 2020年（令和2年） | 22,445人                               |  |

## 行政
- 町長：下村由美子（2024年3月24日 - ）
- 町議会：議員定数14名

※なお、衆議院議員選挙の選挙区は「三重県第4区」、三重県議会議員選挙の選挙区は「多気郡選挙区」（定数：2）となっている。

### 地区
旧三和町（北部）
- 大淀地区 - 大淀甲、大淀乙、大淀、大堀川新田、山大淀
- 下御糸地区 - 八木戸、濱田、根倉、北藤原、南藤原、内座、養川、養川甲、養川乙、川尻、中村、田屋、志貴
- 上御糸地区 - 行部、前野、佐田、馬之上、中海、坂本

旧斎明村（南部）
- 斎宮地区 - 平尾、斎宮、竹川、金剛坂、上村、池村、岩内
- 明星地区 - 上野、明星、新茶屋、蓑村、有爾中

## 経済

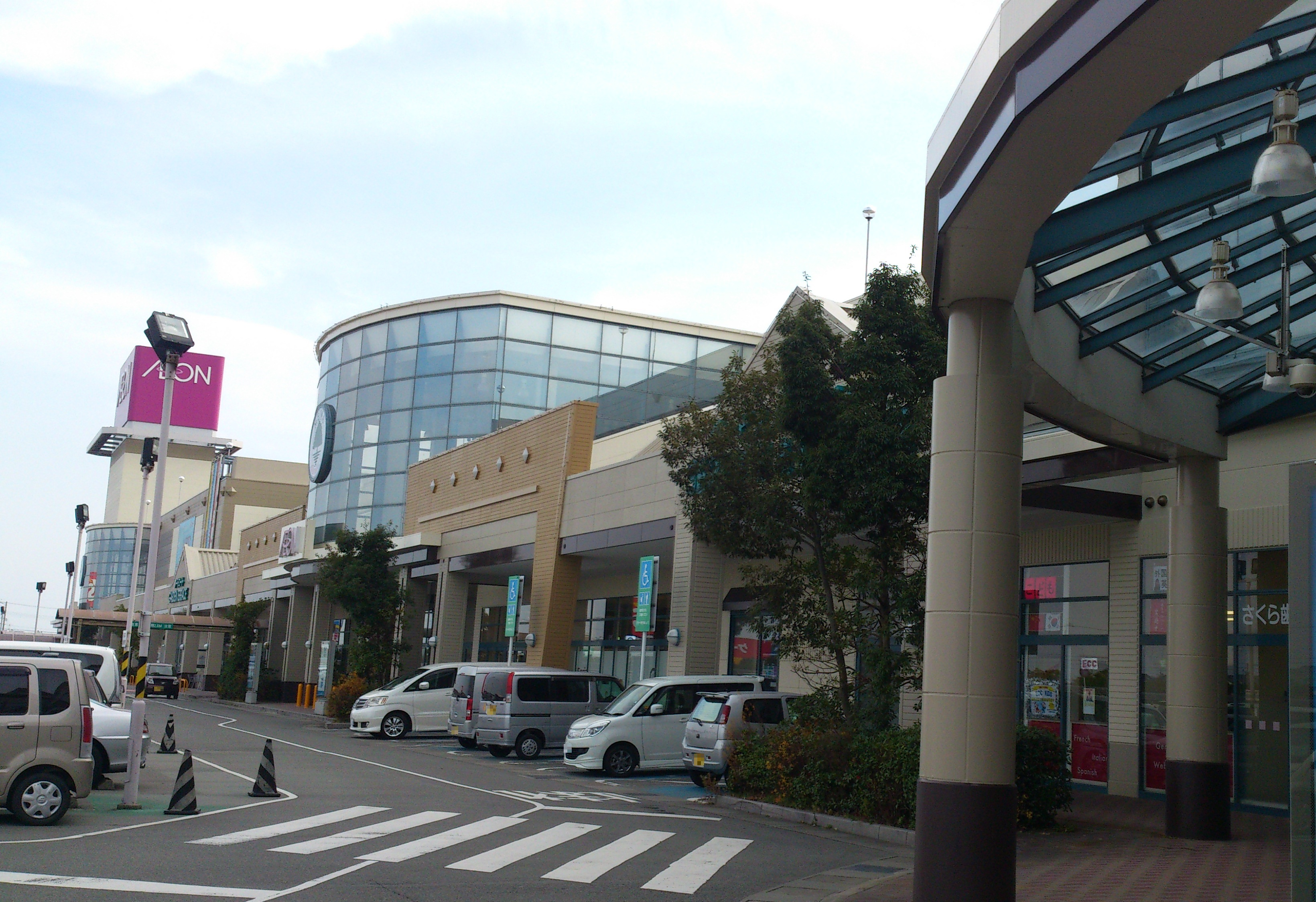
イオンモール明和

### 産業
- 農業：米（御絲米）、ダイコン（伊勢たくあんの原料となる御薗大根の主産地である[5]）、イチゴ、トマト、メロン、スイカ、キュウリ、アスパラ菜
- 漁業：黒海苔、ヒジキ、小女子、バカ貝（アオヤギ）、アサリ
- 地場産業：天然藍染の御糸織

### 日本郵政グループ
（2012年12月現在）
- 日本郵便株式会社
  - 明和郵便局 - 集配局。
  - 下御絲郵便局
  - 明星郵便局
  - 大淀郵便局
  - 明和有爾中簡易郵便局
  - 明和竹川簡易郵便局
  - 上御糸簡易郵便局
- ゆうちょ銀行

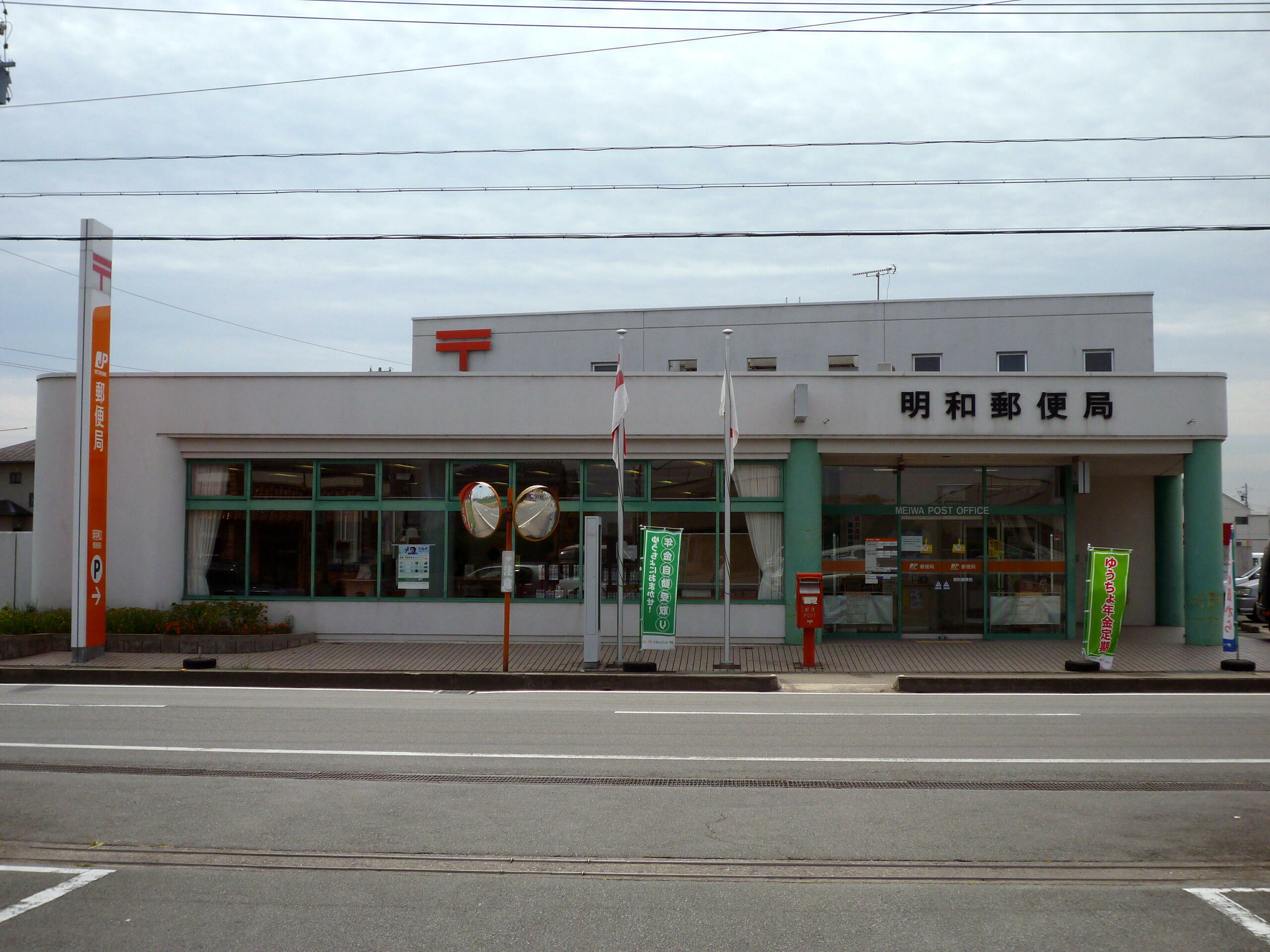
明和郵便局

  - 名古屋支店　イオンモール明和内出張所（中村）（ATMのみ／ホリデーサービス実施）

この他簡易郵便局を除く各郵便局にATMが設置されている（ホリデーサービス実施局は無し）。
明和町全域の郵便番号は「515-03xx」（明和郵便局の集配担当）となっている。

### 本社を置く企業
- 三重電子

## 地域

### 教育

#### 中学校
- 明和町立明和中学校

#### 小学校
- 明和町立斎宮小学校
- 明和町立修正小学校（2023年3月31日閉校[6]）
- 明和町立明星小学校
- 明和町立大淀小学校
- 明和町立上御糸小学校
- 明和町立下御糸小学校

#### その他
- 明和町ふるさと会館

## 交通

### 鉄道
近畿日本鉄道（近鉄）
- 山田線：斎宮駅 - 明星駅

- 中心となる駅：斎宮駅

### 路線バス
- 明和町町民バス
- 伊勢市コミュニティバス「おかげバス」（山大淀で明和町町民バスに接続する便がある[7]）

### 道路
- 一般国道
  - 国道23号
- 三重県道
  - 三重県道37号鳥羽松阪線
  - 三重県道60号伊勢松阪線
  - 三重県道428号伊勢小俣松阪線
  - 三重県道510号大淀港斎明線
  - 三重県道529号多気停車場斎明線
  - 三重県道530号田丸停車場斎明線（サニーロード）
  - 三重県道705号大淀東黒部松阪線
  - 三重県道707号南藤原竹川線
  - 三重県道777号松阪伊勢自転車道線

## 伝統工芸
ともに三重県指定伝統工芸品。
- 御糸織り（みいとおり） - 松阪木綿
- 擬革紙 - 三忠

## 名所・旧跡・観光スポット・祭事・催事
明和町の観光客数は年間18万人程度で推移していたが、2015年の日本遺産認定で同年は20万人を突破した。

### 名所・旧跡
- 斎宮跡（国の史跡）
  - 斎宮歴史博物館
    - 三重県埋蔵文化財センター

  - いつきのみや歴史体験館
  - さいくう平安の杜
  - 斎宮跡ジオラマ
  - 斎宮のハナショウブ群落（国の天然記念物）
  - 隆子女王墓
- 水池土器製作遺跡
- 鳥墓の神だち跡

### 観光スポット
- 三重県営大仏山公園
- 大淀海水浴場
- 大淀海岸キャンプ場
- あいぞめの館 - まちかど博物館（御糸）
- 三忠 - まちかど博物館（擬革紙）

### 祭事・催事

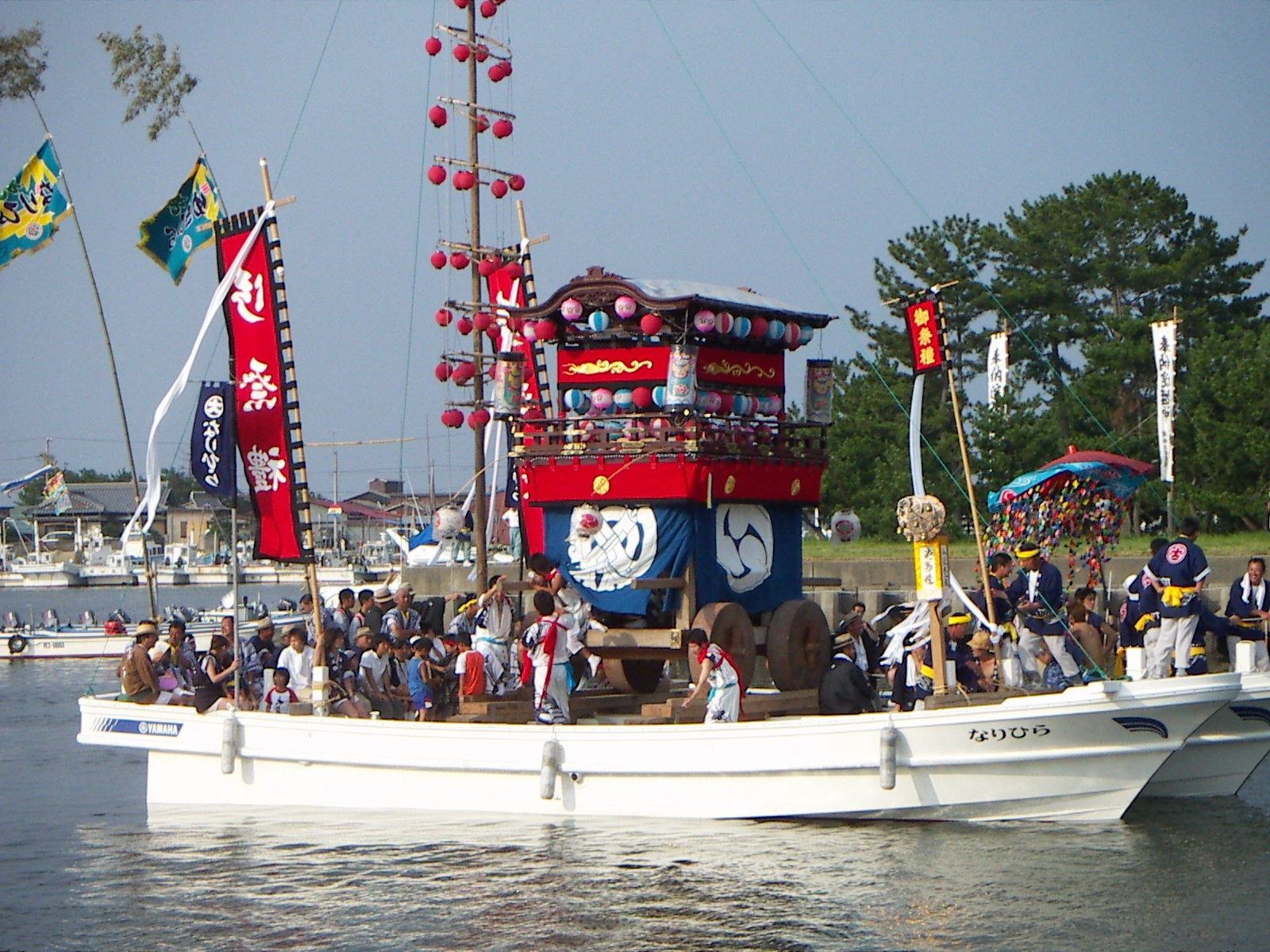
大淀祇園祭

- 北野のたこ揚げ大会（1月第2日曜）
- 麻生の佐義長（2月第1日曜）
- 馬之上の獅子舞（2月10日）
- 前野の御頭神事（2月11日）
- 大淀祇園祭（旧暦6月14日）
- 斎王まつり（6月上旬）
- 前野の浅間行事（6月最終日曜）
- 算所の祇園祭（旧暦7月14日）
- 有爾中の羯鼓踊り（7月中旬の日曜）
- 虫送り（7月）
- 坂本の獅子舞（7月14日・9月15日）

## 著名な出身者
- 鈴木雄太 - プロサッカー選手
- 長岡成貢 - 作曲家、明和町観光大使（第1号）を務める[8][9]。
- 西川明 - プロ野球選手
- 西川寅吉 - 脱獄魔として有名
- 藤田紘一郎 - 医学者（寄生虫学、免疫学）
- 丸林久信 - 映画監督、脚本家、文筆家